# تاریخ یهودیان در عمان

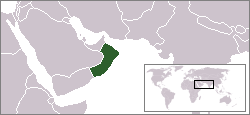
موقعیت جغرافیایی عمان

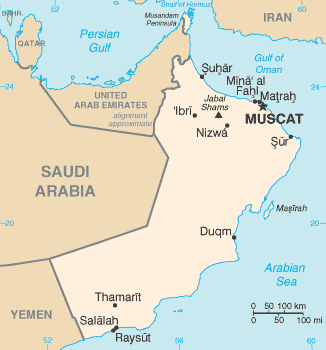
نقشه عمان

یهودیان در عمان برای سده‌ها زندگی می‌کردند، با این حال جامعه یهودیان این کشور دیگر وجود ندارند.

## تاریخ اولیه یهود
برخی از نخستین تاریخ یهودیان در حال حاضر عمان با شخصیت کتاب مقدس / قرآنی ایوب / ایویف / ایوب مرتبط است. آرامگاه ایوب ۴۵ مایل با شهر بندی صلاله فاصله دارد

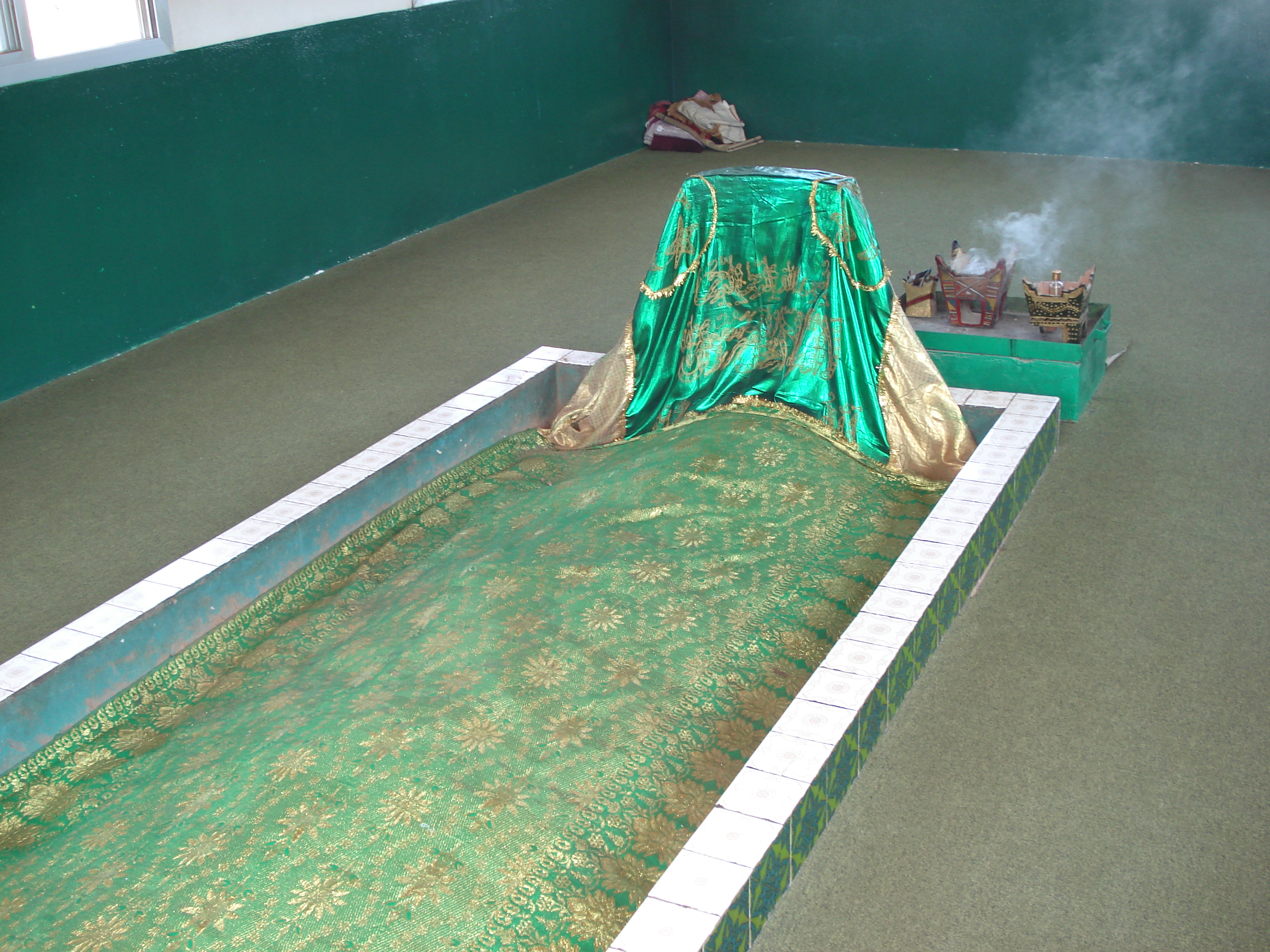
آرامگاه ایوب.

## اسحق بن یهودا
جامعه یهودی عمانی متعاقباً و با مستندات بیشتر توسط اسحق بن یاهودا، بازرگان که در قرن ۹ زندگی می‌کرد، مشهور شد. بن یهودا در صحار زندگی می‌کرد، و برای چین میان سال‌های ۸۸۲ و ۹۱۲ پس از بحث با یکی از همکاران یهودی با کشتی سفر کرد. او به صحار بازگشت و دوباره به مقصد چین حرکت کرد، اما کشتی او توقیف شد و بن یاهودا در بندر سوماترا قتل شد.

## دیدار بنیامین تطیلی از مسقط

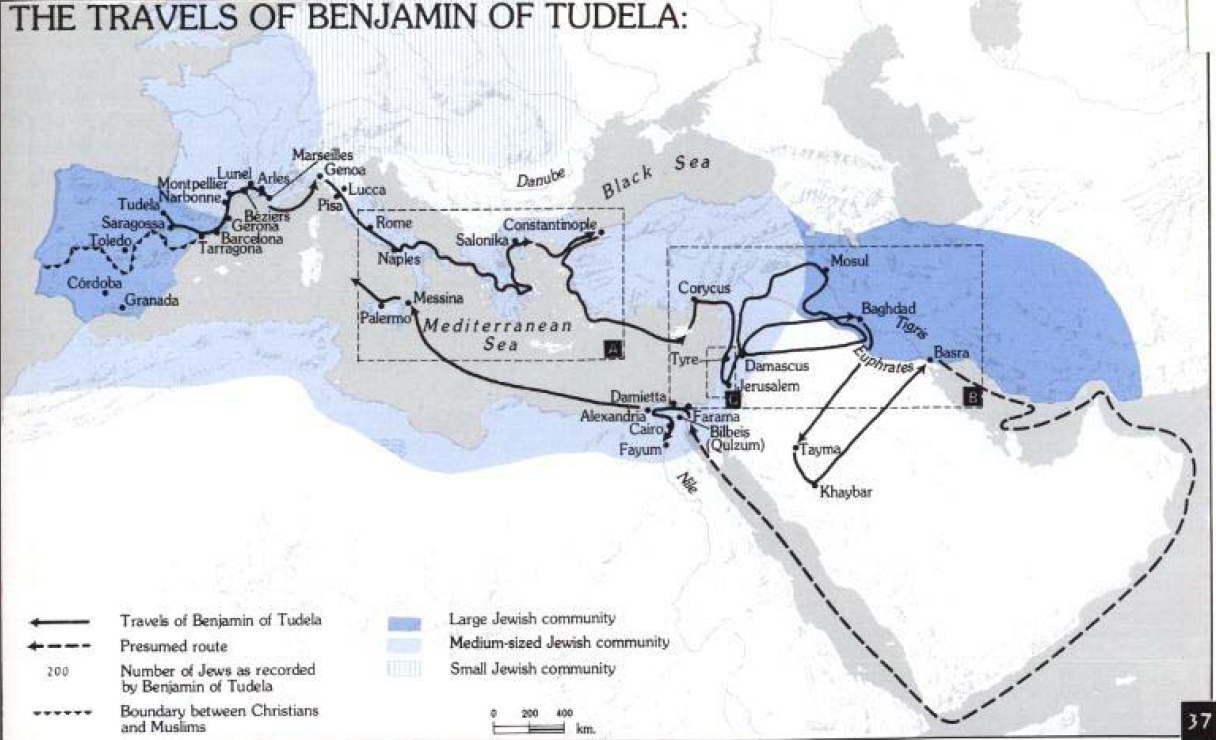
نقشه مسیر.

یک سفر تاریخی برای بازدید از جوامع دور دست یهودی توسط خاخام بنیامین تطیلی از سال ۱۱۶۵ تا ۱۱۷۳ انجام شد که از برخی مناطق امروز در منطقه جغرافیایی عمان عبور و ردیابی کرد. سفر او در اصل به عنوان زیارت به سرزمین مقدس آغاز شد. او امیدوار بود که در آنجا مستقر شود، اما در مورد دلایل سفر او اختلاف نظر وجود دارد. گفته شده‌است که وی ممکن است انگیزه ای تجاری و همچنین مذهبی داشته باشد. از طرف دیگر، ممکن است وی قصد داشته‌است جوامع یهودی را در مسیر مقدس به فهرست برساند تا راهنمایی را برای مکان مهمان نوازی یهودیانی که به سرزمین مقدس سفر می‌کنند، ارائه دهد. او «راه طولانی» را که مرتباً متوقف می‌شد طی می‌کرد، با مردم ملاقات می‌کرد، از مکانها بازدید می‌کرد، مشاغل را توصیف می‌کرد و تعداد جمعیتی یهودیان را در هر شهر و کشور به تصویر می‌کشید.
یکی از شهرهای شناخته شده‌ای که بنیامین تودلا از داشتن یک جامعه یهودی گزارش کرد مسقط  واقع در منطقه عمان در قسمت شمالی شبه جزیره عربستان بود.

## جامعه
در اواسط سده نوزدهم، ستوان انگلیسی جیمز ریموند ولستد، یهودیان مسقط را در خاطرات خود به نام Travels in Arabia، جلد ۱، مستند کرد. وی اشاره می‌کند که "چند یهودی در مسکات وجود دارد که بیشتر در سال ۱۸۲۸ به آنجا می‌آیند و از بغداد رانده می‌شوند … با ظلم و زورگیری‌های پاچا داود." وی همچنین خاطرنشان کرد که یهودیان در عمان به هیچ وجه مورد تبعیض قرار نگرفتند، که در سایر کشورهای عربی چنین نبود (آنها مجبور به زندگی در گتوها نبودند، یا خود را به عنوان یهودی معرفی نمی‌کردند، اگر مسلمانی قدم می‌زد در جاده قدم نگذارد همان خیابان، همان‌طور که در یمن اتفاق افتاد). یهودیان مسقط بیشتر در ساخت زیور آلات نقره، بانکداری و فروش مشروبات الکلی اشتغال داشتند. با وجود عدم آزار و شکنجه در عمان، اعتقاد بر این است که این جامعه قبل از سال ۱۹۰۰ از بین رفته‌است. در طول جنگ جهانی دوم، یک ارتش نظامی یهودی آمریکایی، امانوئل گلیک، با جامعه کوچکی از یهودیان عمانی در مسقط روبرو شد، اما این جامعه بیشتر از مهاجران اخیر یمن تشکیل شده بود.

## سیاست امروزه
مقامات عمانی آغاز به داشتن روابط با رهبران یهودی آمریکایی و اسرائیلی کرده اند. کمیته یهودیان آمریکا اخیراً جلسه ای را برگزار کرد که در آن جلسه آمده بود: "رهبران اسرائیل و عمانی در AJC گرد هم آمدند تا دهمین سالگرد مرکز تحقیقات نمک زدایی خاورمیانه را جشن بگیرند، یکی از موفقیت‌های تلاش برای تعمیق همکاری‌های اعراب و اسرائیل. سخنرانان عبارتند از سید بدر، دبیرکل وزارت امور خارجه عمان؛ وزیر امور خارجه اسرائیل تزیپی لیونی؛ و چارلز لاوسون از وزارت امور خارجه ایالات متحده.